# Grävningstjärnen (Edefors socken, Norrbotten)
Grävningstjärnen är en sjö i Bodens kommun i Norrbotten och ingår i Luleälvens huvudavrinningsområde.